# トラモア
トラモア (英語: Tramore [trəˈmɔːr]; アイルランド語: Trá Mhór、意味は"大きな浜辺") はウォーターフォード県にある海沿いの町である。アイルランド島の南東側の海岸に面している。2022年の国勢調査では11277人の人口を有していた。

## 歴史
1816年1月30日に輸送船シー・ホースが第59歩兵連隊第2大隊をのせた状態でトラモア湾で沈没した。292名の男性と71名の女性・子どもが死亡した。 
1853年にウォーターフォードに鉄道ができてから急速に発展した。 
アイルランド独立戦争最中の1921日6月6日の夜、トラモアにある王立アイルランド警察隊バラックが襲撃されたのを受けてウォーターフォードから派遣されることになっていた英国軍兵士40名の待ち伏せを地元のIRA義勇兵50名が試みた。トラモアの北1.6キロほどのところにあるピカーズタウンで待ち伏せが行われたが、暗闇でよく見えなかったため計画通りにいかず、失敗した。IRAのメンバー2名が死亡、2名が負傷した。トラモアの Micheál MacCraith GAA Club はこの時に死亡したうちの1名にちなんで名付けられている。

## 自然
トラモアの砂丘や岸辺は国立公園・野生動物サービスによって特別保全地域に指定されており、トラモアエコグループがこの地域の生態学的環境と野生動物生息地の保全活動をすすめている。

## 観光
ビーチを有するリゾート地である。

### サーフィン
サーフィンなどのウォータースポーツが盛んである。1967年にアイルランドのサーフィンの先駆者であるケヴィン・キャヴィが町にサーフィンを持ち込んだ。

### トラモア・レースコース
トラモア・レースコースは1912年にグラウン・ヒルに建てられた。改築を経てショーや音楽イベントにも使われるようになっている。

### メタルマン
「メタルマン」と呼ばれる、海を指差す船乗りを模した3メートルの金属の像がニュートンヘッドの柱の上に建っている。地元の伝承によると、船乗りに対して危険な浅瀬に近づかないよう警告しているという。

### ラフカディオ・ハーン庭園
小泉八雲（ラフカディオ・ハーン）が子ども時代にトラモアに暮らしていたことがあり、このため八雲を記念する庭園がある。

## トラモア出身の人物
- ルイーズ・リチャードソン（英語版） - 政治学者でオクスフォード大学及びセント・アンドルーズ大学の元副総長であり、トラモアで生まれた[12]。
- デリック・ウィリアムス - アイルランド共和国代表になったこともあるサッカー選手で、子ども時代はトラモアに住んでおり、トラモアAFCでプレーしたことがある[13][14]。
- 小泉八雲 - 子ども時代にトラモアで暮らしていた[11]。